# Giovanni da Perugia
Giovanni da Perugia (Perugia, ... – Valencia, 29 agosto 1231), missionario tra i mori della Spagna, martirizzato insieme con il confratello Pietro da Sassoferrato. Fu beatificato, per equipollenza, da papa Clemente XI nel 1705.

## Biografia
Sacerdote, fu inviato in Spagna da Francesco d'Assisi nel 1217, nella missione guidata da Bernardo da Quintavalle, o nel 1220: fu tra i fondatori del convento di Teruel e, insieme con il confratello Pietro da Sassoferrato, si recò a Valencia per predicare agli schiavi cristiani prigionieri dei mori.
Il governatore Çeid Abu Zeyd li fece imprigionare per aver predicato il cristianesimo sulla pubblica piazza e li fece decapitare, forse in piazza Figuera, nel 1231 (ma alcuni storici tendono ad anticipare la data al 1227-1228).

## Culto
I corpi di Giovanni e Pietro furono riscattati dai cristiani prima della riconquista di Valencia (avvenuta nel 1228) e furono collocati nella chiesa del convento di Teruel; furono trasferiti in Santa Chiara nel 1835, ma tornarono nella chiesa originale nel 1900, dopo la riedificazione del convento.
Due processi apostolici per ottenerne la beatificazione furono celebrati tra il 1611 e il 1628 e poi tra il 1693 e il 1697. Il loro culto ab immemorabili fu confermato da papa Clemente XI il 31 gennaio 1705 e nel 1727 papa Benedetto XIII concesse messa e ufficio alla città di Teruel, fissando la festa al 3 settembre.
Il suo elogio si legge nel Martirologio romano al 29 agosto.